# Постсионизм
Постсиони́зм — идея, что сионизм уже исполнил свою миссию создания современного государства Израиль в 1948 году, поэтому его следует рассматривать как понятие прошлого. Термин также используется «правыми» евреями по отношению к представителям левого крыла израильской политики в свете соглашений Осло.
Идеологию постсионизма разделяют некоторые израильтяне, евреи диаспоры, академические круги и другие представители различных сфер общества.
Некоторые израильские историки считают канаанизм или пансемитизм новой концепцией, позволяющей выйти за рамки ограничений сионизма. Постсионисты отличаются во многих важных деталях, таких как Закон о возвращении.
Критики постсионизма ассоциируют постсионизм с антисионизмом или постмодернизмом.
Постсионизм выступает с критикой сионизма в двух основных направления:
- представление о том, что сионизм был оправдан прошлом, однако в наши дни потерял актуальность, поскольку его основные цели достигнуты; последователи считают, что теперь следует заняться созданием израильского гражданского общества, которое будет равноправным, справедливым и стремящимся к миру; основное внимание следует уделить интеграции нееврейских граждан в израильское общество;
- представление о том, что сионизм является колониальным движением, которое подвергало дискриминации палестинцев и евреев-выходцев из арабских стран; поэтому следует отвергнуть подобную идеологию и сделать Израиль государством всех граждан, основываясь, в первую очередь, на принципах гуманности;

Часть последователей постсионизма выступают за создание двух национальных государств (Израиля и Палестины), в то время как другие считают, что должно существовать одно многонациональное государство.